# 666 International
666 International (v překladu 666 mezinárodně) je třetí studiové album norské původně black metalové skupiny Dødheimsgard z roku 1999. Dočkalo se dalších reedicí. Je více experimentální, je na něm patrný odklon od klasického black metalu směrem k avantgardnější podobě.
William York z hudebního portálu Allmusic nazval dílo propracovaným, ambiciózním a kreativním albem, které je určeno k frustrování puristů.
CD 666 International obsahuje de facto 66 stop, ovšem stopy 10 až 65 jsou jen několikasekundové záznamy ticha. Stopa 66 obsahuje minutu a půl hudby následovanou dalšími cca 10 minutami ticha.

## Seznam skladeb
1. Shiva-Interfere (9:10)
2. Ion Storm (4:20)
3. Carpet Bombing (2:25)
4. Regno Potiri (10:19)
5. Final Conquest (5:59)
6. Logic (0:59)
7. Sonar Bliss (7:39)
8. Magic (1:43)
9. Completion (6:28)

## Sestava
- Aldrahn (Bjørn Dencker Gjerde) – kytara, vokály
- Vicotnik (Yusaf Parvez) – kytara
- Apollyon (Ole Jørgen Moe) – baskytara
- Czral (Carl-Michael Eide) – bicí, perkuse
- Mr. Magic Logic (Svein Egil Hatlevik) – klávesy